# جمعية التنوع الحيوي الميكروبي الأردنية
بدأت جمعية التنوع الحيوي الميكروبي الأردنية بمبادرة من قبل أخصائية في علم البيولوجيا الجزيئية والأحياء الدقيقة تحت اسم "العودة إلى أردن أخضر"، وتم تسجيل الجمعية تحت مظلة وزارة البيئة في السابع عشر من شهر شباط عام 2011 , وهي منظمة تطوعية غير حكومية غير ربحية، وتسعى إلى دراسة وبحث التنوع الحيوي الميكروبي وحماية البيئة والمحافظة عليها من التلوث.

## الرؤية
الجمعية الأردنية للتنوع الحيوي المايكروبي منظمة بيئية غير حكومية عالمية المستوى في مجال الأبحاث والمشاريع البيئية واستثمار المعرفة التراثية في سبيل تحقيق التنمية المستدامة والحفاظ على البيئة الطبيعية في الأردن للأجيال القادمة

## الأهداف
تهدف إلى المحافظة على الموارد الطبيعية والمساهمة في حل المشاكل البيئية الأردنية من خلال الرقي وتنمية الفكر العلمي في المجالات البيئية المختلفة ودفع عجلة التنمية المستدامة عن طريق إستثمار المعرفة التراثية ودمجها بالتقنيات الحديثة، وتسهيل التعاون وتبادل الخبرات بين المختصيين، وتمكين الطاقات الشبابية والنسوية في هذا المجال مع تحقيق العدالة البيئية.
أهدافنا الإستراتيجية :
1. القيام بأبحاث ودراسات على التنوع الحيوي للاحياء الدقيقة في الأردن بهدف حفظها من الانقراض ومن غزو الكائنات الدخيلة وتطوير إستعمالاتها ومنتجاتها خاصة فيما يتعلقفي برامج المراقبة البيئية.
2. تحقيق مفهوم التنمية المستدامة وتكاملها مع التنمية الاقتصادية الاجتماعية لحماية البيئة الأردنية
3. المساهمة في إعادة تأهيل المناطق الساخنة بيئياً في الأردن وبالتنسيق مع الجهات المعنية مع السعي إلى تطوير الخبرات المتراكمة علمياً ومعرفياً
4. إحداث حالة من الوعي البيئي بين فئات المجتمع المختلفة خاصه فئة الشباب وتشجيع المشاركة الشعبية بشكل عام والمرأة بشكل خاص في حماية البيئة الأردنية
5. عمل المسوحات والدراسات المتعلق’ في المشاكل البيئية لإيجاد الحلول المناسبة.